# Symphyotrichum ciliatum
Symphyotrichum ciliatum (коротколучник війчастий як Brachyactis ciliata) — вид рослин з родини айстрових (Asteraceae), поширений у США, Канаді, пн. Азії, Росії, Україні, Молдові.

## Опис

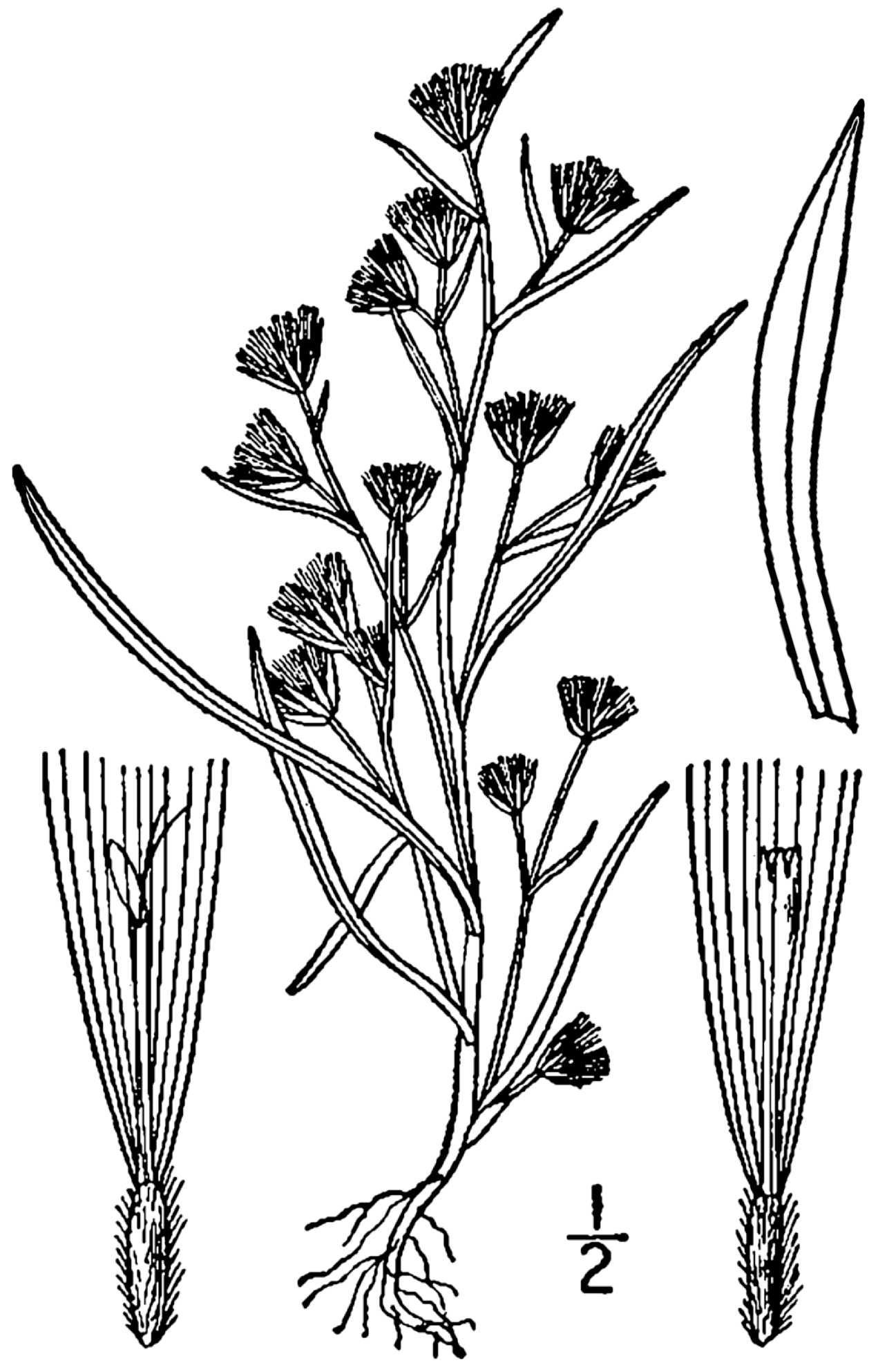
ілюстрація

Однорічна рослина 7–70+ см. Стебла 1, від висхідних до прямостійних, синювато-жовтувато-зеленого кольору, часто червоного відтінку, ± соковиті, голі. Листки синюваті (зелені) тонкі, іноді ± м'ясисті, краї звичайно цілі, іноді дрібно зубчасті, поверхні голі; базальні в'януть під час цвітіння, листові пластини лопатоподібні, 15–205 × 1.5–9 мм; стеблові листки сидячі, листові пластини лінійно-оберненоланцетні, (10)30–80(150) × 1–4(9) мм, поступово зменшується дистально. Язичкових квіточок 0. Дискових квіточок ±14; віночки білувато-рожеві. Плоди фіолетові або сіруваті з фіолетовими прожилками, від обернено-яйцеподібних до довгасто-обернено-яйцеподібних, ± стиснені, 1.5–2.5 мм, волосаті, 2–4-жильні (слабко); чубчик білий або рожевий. 2n = 14.

## Поширення
Поширений у США, Канаді, пн. Азії, Росії, Україні, Молдові; натуралізований у Румунії.